# XXVIII edició de la Mostra de València
La XXVIII edició de la Mostra de València, coneguda oficialment com a XXVIII Mostra de València - Cinema del Mediterrani, va tenir lloc entre el 16 i el 24 d'octubre de 2007 a València. Fou dirigida per Joan Piquer i Simón.

## Desenvolupament
Les projeccions es tornen fer als Cines ABC Park i a l'Institut Francès de València. Es van projectar un total de 127 pel·lícules, de les que 46 (el 36 %) no són de països mediterranis: 12 a la secció oficial, 21 a la secció informativa, 7 a la secció país convidat (Turquia), 6 a l'Especial Orient Llunyà, 7 a la Secció "Escalofríos", 7 a la secció "Siempre nos quedará Bogart", 6 a la secció "Diabólico Clouzot", 7 a l'homenatge a John Wayne, 7 a la secció "L'últim Truffaut", 8 a la secció "la primera de los primeros", 6 als homenatges a Juanjo Puigcorbé, Analía Gadé i Victoria Vera, 2 del Cicle In Memoriam (Ingmar Bergman i Michelangelo Antonioni) i 31 de la Mostra Cinema Valencià (2 llargmetratges, 7 telefilms 14 documentals, 8 sèries, 11 curts de 35 mm i 25 curts de vídeo). El cartell d'aquesta edició seria fet per José Manuel Alonso Cruz i el pressupost fou de 1.707.500 euros.
La gala d'inauguració va tenir lloc al Palau de la Música de València. Fou presentada per Bertín Osborne i hi assistiren els homenatjats Juanjo Puigcorbé, Analía Gadé i Victoria Vera, així com Raquel Welch, Don Johnson i Patrick Wayne; hi va actuar el músic valencià Ximo Tébar i fou retransmesa per Nou 2. La gala de clausura fou presentada per Anabel Alonso i Alejandro Tous.

## Pel·lícules exhibides

### Secció oficial
- La Maison jaune d'Amor Hakkar
- Li'bit Al- Hob de Mohamed Ali
- 7 ans de Jean-Pascal Hattu
- Eduart d'Angeliki Antoniou
- Cover-boy de Carmine Amoroso
- Anatema d'Agim Sopi
- Falafel de Michel Kammoun
- Prevrteno d'Igor Ivanov Izi
- A Escritora Italiana d'André Badalo
- Sutra ujutru d'Oleg Novković
- Making of de Nouri Bouzid
- Rıza de Tayfun Pirselimoğlu

### Secció informativa
- Roma wa la n'toura de Tariq Teguia
- Fi shaket Masr El Gedeeda de Mohamed Khan
- Aux frontières de la nuit de Nasser Bakhti
- Daratt de Mahamat-Saleh Haroun

### Homenatges
A John Wayne
- Rio Bravo (1959)
- L'home que va matar Liberty Valance (1962)
- La taverna de l'irlandès (1963)

Als tres homenatjats
- Mi hermano del alma (1994) de Mariano Barroso
- Testigo azul (1989) de Francisco Rodríguez Fernández
- Una muchachita de Valladolid (1958) de Luis César Amadori

## Jurat
Fou nomenada presidenta del jurat el director eslovè Damjan Kozole i la resta del tribunal va estar format pel músic britànic Jeymes Samuel, el director iranià Esmael Barari, l'actriu algeriana Meriem Serbah, i l'actriu italiana Maria Pia Ruspoli.

## Premis
- Palmera d'Or (40.000 euros): La Maison jaune d'Amor Hakkar [7][8]
- Palmera de Plata (25.000 euros): Sutra ujutru d'Oleg Novković
- Palmera de Bronze (10.000 euros): Falafel de Michel Kammoun
- Premi Pierre Kast al millor guió: Jean-Pascal Hattu i Gilles Taurand per 7 ans de Jean-Pascal Hattu
- Premi al millor director: Igor Ivanov Izi per Prevrteno
- Premi a la millor interpretació femenina: Valérie Donzelli per 7 ans de Jean-Pascal Hattu
- Premi a la millor interpretació masculina: Lotfi Abdelli per Making of de Nouri Bouzid
- Menció a la millor banda sonora: Fayçal Salhi per La Maison jaune d'Amor Hakkar
- Menció a la millor fotografia: Paolo Ferrari per Cover-boy de Carmine Amoroso
- Premi del Public (18.000 euros): Making of de Nouri Bouzid
- Premi al millor llargmetratge de Mostra Cinema Valencià (30.000 euros): Atasco en la nacional de Josetxo San Mateo.
- Millor interpretació masculina Mostra Cinema Valencià: Juanjo Puigcorbé per Pacient 33 de Sílvia Quer
- Millor interpretació femenina Mostra Cinema Valencià: Lolita Flores per La princesa del polígon de Rafa Montesinos.
- Millor música Mostra Cinema Valencià: Paco Ortega per La princesa del polígon de Rafa Montesinos.
- Millor guió de Mostra Cinema Valencià: Salvador Castillejos i José Carlos Díaz per Los pastores del bosque flotante
- Millor direcció de Mostra Cinema Valencià: Ricardo Macián per Los ojos de Ariana
- Millor fotografia de Mostra Cinema Valencià: Toni Anglada per Rumors d'Óscar Aibar
- Premi al millor telefilm de Mostra Cinema Valencià (20.000 euros): La princesa del polígon de Rafa Montesinos.
- Premi al millor sèrie de Mostra Cinema Valencià (15.000 euros): L'Alqueria Blanca d'Alberto Fernández i Santiago Pumarola,.
- Premi al millor documental de Mostra Cinema Valencià (10.000 euros): Las alas de la vida de Toni Canet
- Premi al millor curt de 35 mm de Mostra Cinema Valencià (10.000 euros): El braking, de Suso Imbernón i Vicent Gavara
- Premi al millor curt en vídeo de Mostra Cinema Valencià (5.000 euros): Barlovento d'Eduardo Casaña